# ХК Оулун Керпет
ХК Оулун Керпет (фин. Oulun Kärpät) професионални је фински клуб хокеја на леду из града Оулуа. Тренутно се такмичи у елитној хокејашкој лиги Финске .
Своје домаће утакмице игра у Леденој дворани Оулу капацитета 6.614 места за хокејашке утакмице.

## Историјат
У пролеће 1946. у граду Оулу основано је спортско друштво Оулун Керпет 46, а први спортски колектив била је фудбалска секција, да би потом био организован и бенди клуб. Хокејашка секција основана је у јануару 1947. године.
Хокејашки клуб је у почетним периодима свог деловања у три наврата успевао да се пласира у највиши ранг хокејашког такмичења (у сезонама 1960/61, 1965/66. и 1967/68), али без неког значајнијег резултата.
Након реорганизације лигашких такмичења у Финској, од сезоне 1975/76. Керпет је заиграо у првој дивизији (у то време други ранг такмичења), а већ наредне сезоне успели су да обезбеде и пласман у елитни ранг такмичења, у СМ-лигу. Клуб је у сезони 1979/80. освојио бронзану медаљу, што је био највећи успех у дотадашњој историји. Већ наредне сезоне освојили су и своју прву националну титулу. 
У сезони 1988/89. тим је био на ивици банкрота, те је испао из лиге и наредних десет сезона играо је у Местис лиги. Три сезоне након повратка у елиту (сезона 2000/01) клуб је освојио сребрну, а потом у сезони 2004/05. и златну медаљу, победивши у финалној серији екипу Јокерита (са 3:1 у победама). 
До последње националне титуле тим је дошао у сезони 2013/14. када је у финалној серији победио екипу Тапареа укупним резултатом од 4:3 у победама (иако је екипа Тапареа водила са 3:1 у победама). 

## Успеси
- Национални првак: 6 пута (1980/81, 2003/04, 2004/05, 2006/07, 2007/08, 2013/14)
- Финалиста плеј-офа: 3 пута (1986/87, 2002/03, 2008/09)
- Бронзана медаља СМ-лиге: 5 пута (1979/80, 1983/84, 1984/85, 1985/86, 2005/06)